# Antennequesoma
Antennequesoma (лат.) — род клещей из семейства Uropodidae. Около 5 видов. Мирмекофильная группа, ассоциированная с кочевыми муравьями родов Labidus (Labidus praedator), Nomamyrmex (Nomamyrmex esenbecki) и Neivamyrmex (Neivamyrmex opacithorax, Neivamyrmex sumichrasti).
Antennequesoma reichenspergeri прикрепляется к ногам и усикам муравьёв Eciton quadriglume.

## Описание
Тело тяжело склеротизированное, длина от 0,7 до 1,7 мм; дорзсальный щит полностью покрывает ноги и вентер, с ярко выраженной пунктировкой, особенно у вентрального основания; фиксирующий механизм ребристого кутикулярного типа на краю латеровентрального расширения дорзума. Гнатосома прикрепляется к основаниям первой пары тазиков и может втягиваться в камеростом; хелицеры 3-члениковые, полового диморфизма нет; голени и лапки пальп сросшиеся, несут двухзубые коготки; вертлуг пальп обычно лишен крупных перистых щетинок (как у Planodiscus, Circocylliba); лабрумепифаринкс отчетливо и равномерно бархатистый. Ноги: первая пара 6-члениковая, 7-члениковые остальные пары (II—IV).

## Распространение
Встречаются в Неотропике, в Центральной и Южной Америке.

## Список видов
- Antennequesoma Sellnick, 1926:[1]
  - Antennequesoma labergei Elzinga, 1982[2] — Мексика, на муравьях Neivamyrmex opacithorax (Hymenoptera).
  - Antennequesoma longissima Elzinga, 1982[2] — Коста-Рика, на муравьях Neivamyrmex sumichrasti
  - Antennequesoma lujai Sellnick, 1926 — Бразилия
  - Antennequesoma reichenspergeri Sellnick, 1926 — Бразилия
  - Antennequesoma rettenmeyeri Elzinga, 1982[2] — Панама, на муравьях Nomamyrmex esenbecki
  - Antennequesoma tenuatum Elzinga, 1982[2] — Панама, на муравьях Labidus praedator
    - =Antennequesoma tenuata (Elzinga, 1982)